# Farmiloe Building
Le Farmiloe Building est un bâtiment classé de Clerkenwell, dans le Borough londonien d'Islington, en Angleterre.
Il s'agit d'un bâtiment d'architecture victorienne construit en 1868. Depuis 1991, il est classé « Grade II ».
À partir des années 2000, il est utilisé comme un lieu de tournage.